# Ассиновское сельское поселение
Ассиновское се́льское поселе́ние — муниципальное образование в Серноводском районе Чечни Российской Федерации.
Административный центр — станица Ассиновская.

## История
Статус и границы сельского поселения установлены Законом Чеченской Республики от 13 февраля 2009 года № 6-РЗ «Об образовании муниципального образования Сунженский район и муниципальных образований, входящих в его состав, установлении их границ и наделении их соответствующим статусом муниципального района и сельского поселения».

## Население
| 2010    | 2012    | 2013    | 2014    | 2015    | 2016    | 2017    |
| ------- | ------- | ------- | ------- | ------- | ------- | ------- |
| 10 184  | ↗10 384 | ↗10 570 | ↗10 697 | ↗10 851 | ↗10 903 | ↗10 953 |
| 2018    | 2019    | 2020    | 2021    | 2023    | 2024    | 2025    |
| ↗10 993 | ↘10 992 | ↘10 985 | ↘9809   | ↗9930   | ↗9982   | ↘9504   |

## Состав сельского поселения
| № | Населённый пункт | Тип населённого пункта          | Население |
| - | ---------------- | ------------------------------- | --------- |
| 1 | Ассиновская      | станица, административный центр | ↘9504     |